# 三色箭飛行表演隊

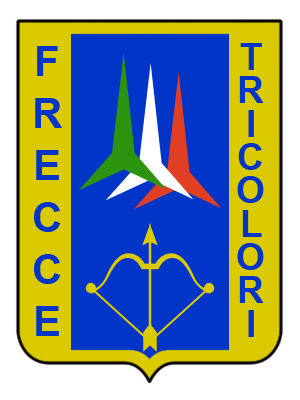
三色箭飛行表演隊徽

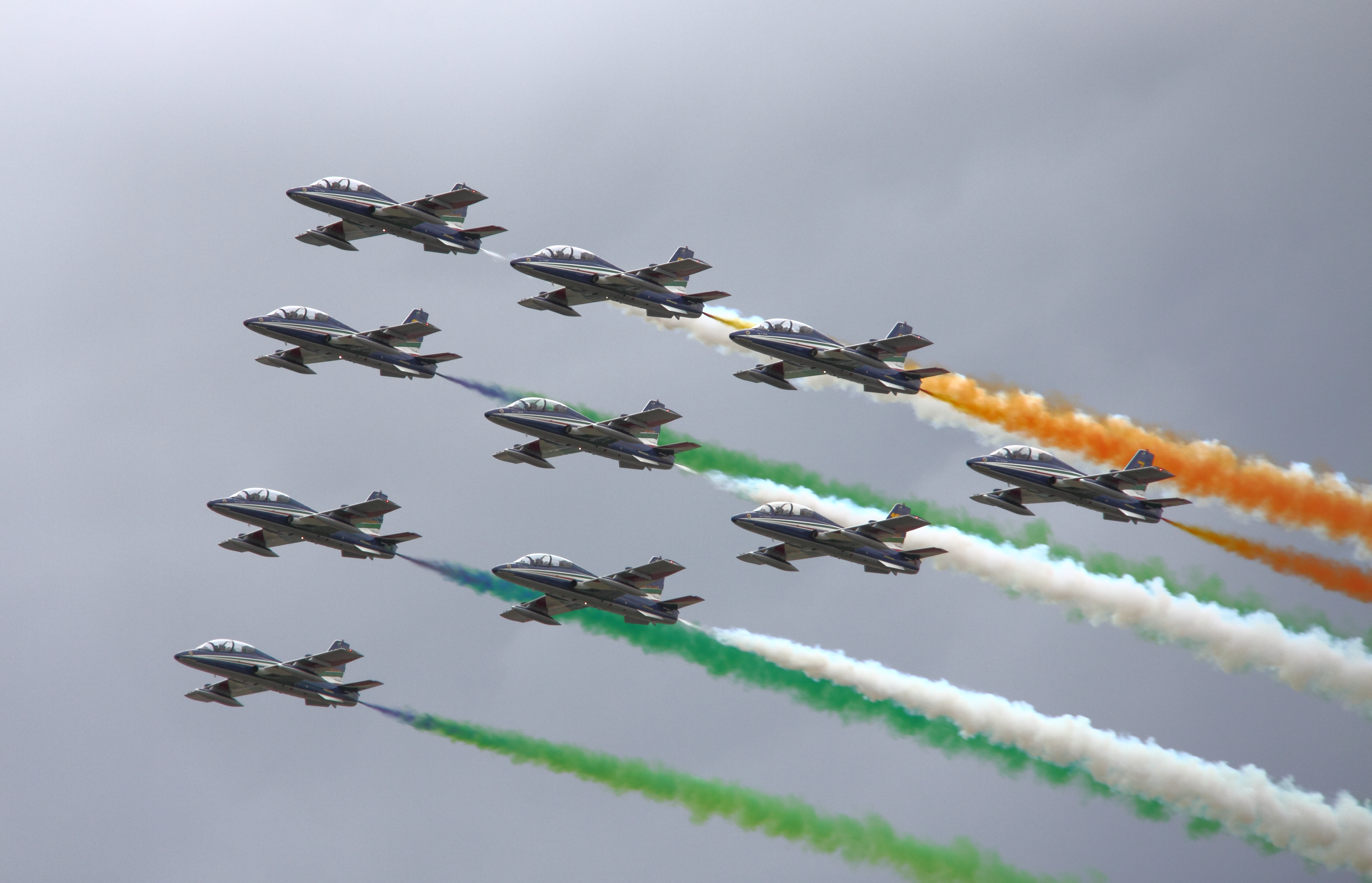
三色箭飛行表演隊的現用表演機是意大利國產的MB-339教練機

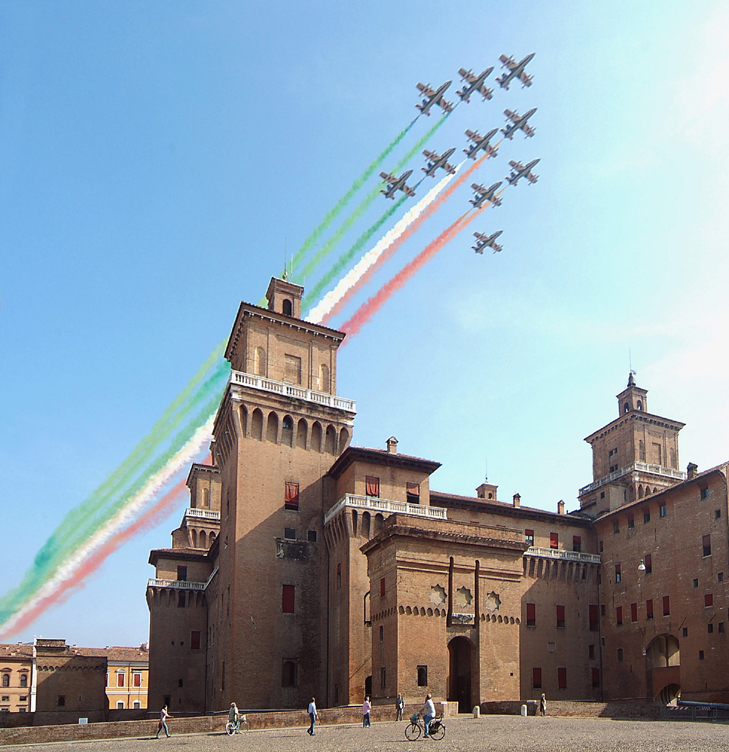
三色箭表演機飛越里沃爾托市

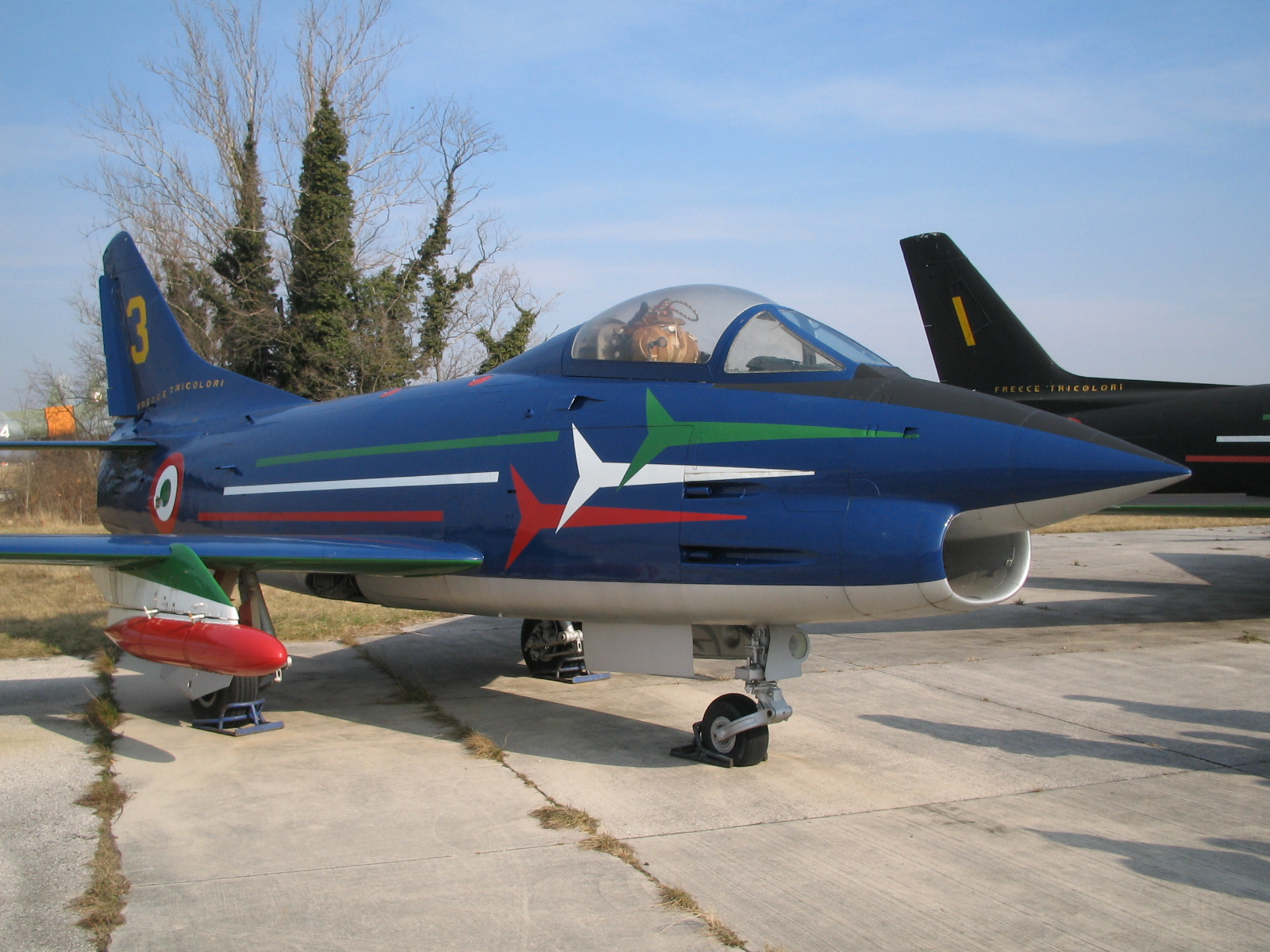
三色箭表演機上也畫上三色箭作標記

意大利三色箭飛行表演隊的前身是第二次世界大戰前意大利空軍各自的飛行表演隊，因為意大利參加二戰而停演，二戰後重新開始表演，1961年意大利空軍把他們合組成313飛行表演隊，使用美製F-86軍刀戰鬥機，部隊駐地是意大利北部城市里沃爾托，1963年改用意大利國產G.91戰鬥機，1971年改名為三色箭，用代表意大利國旗的紅白綠三色，其表演機也畫上這三種顏色的箭，1982年改用國產的MB-339教練機至今。
2024年9月12日，意大利空军在官方X账号宣布将表演队使用M-346教练机作为新的表演机。

## 表演機
- F-86軍刀戰鬥機(1961年至1963年)
- G.91戰鬥機(1963年至1982年)
- MB-339教練機(1982年至今)
- M-346教练机 (2024年)

## 所屬國家
- 義大利

## 外部連結
- 三色箭飛行表演片段（页面存档备份，存于）

1. ↑  X https://x.com/ItalianAirForce/status/1834257868364632118. 2024-09-12 （意大利语）. 缺少或|title=为空 (帮助)